# کانر ناس
کانر ناس (انگلیسی: Conor Noß؛ زادهٔ ۱ ژانویهٔ ۲۰۰۱) بازیکن فوتبال اهل آلمان است.
وی همچنین در تیم‌های ملی فوتبال زیر ۱۹ سال آلمان و زیر ۲۱ سال جمهوری ایرلند بازی کرده‌است.